# Priyanka Yoshikawa
Priyanka Yoshikawa (japanisch 吉川 プリアンカ Yoshikawa Purianka; * 20. Januar 1994 in Tokio als Priyanka Ghosh) ist eine japanische Dolmetscherin und Model. Sie ist die Preisträgerin des Wettbewerbs 
Miss World Japan 2016.

## Biografie
Ihre Mutter ist Japanerin und ihr Vater ist Bengale. Ihr Urgroßvater Prafulla Chandra Ghosh war Politiker und der erste Ministerpräsident des indischen Bundesstaates Westbengalen. Von ihrem sechsten bis neunten Lebensjahr lebte sie in Sacramento. Bevor sie nach Japan zuürckkehrte, lebte sie ein Jahr lang in Kalkutta. Vor ihrer Modelkarriere arbeitete sie als Dolmetscherin und Kunsttherapeutin. Am 6. September 2016 wurde Yoshikawa zur Miss World Japan gewählt. Außerdem nahm sie im Dezember in den USA am Schönheitswettbewerb Miss World 2016 teil und landete unter den Top 20.
2022 war Yoshikawa Teilnehmerin der Netflix-Realityshow Love Is Blind: Japan.